# جيمي هيرست
جيمي هيرست (بالإنجليزية: Jimmy Hurst)‏ هو لاعب كرة قاعدة أمريكي، ولد في 1 مارس 1972 في توسكالوسا في الولايات المتحدة.

## وصلات خارجية
- جيمي هيرست على موقع دوري كرة القاعدة الرئيسي (الإنجليزية)
- جيمي هيرست على موقع الدوري الياباني لكرة القاعدة (الإنجليزية)
- جيمي هيرست على موقعبيزبول رفرنس.كوم (الدوري الرئيسي) (الإنجليزية)
- جيمي هيرست على موقعبيزبول رفرنس.كوم (الدوري الثانوي) (الإنجليزية)
- جيمي هيرست على موقع إي إس بي إن.كوم (أم.أل.بي) (الإنجليزية)
- جيمي هيرست على موقع مشجعي الرسوم البيانية (الإنجليزية)